# Ismail Qemali
Ismail Qemal Bej Vlora (Valona, 16 gennaio 1844 – Perugia, 24 gennaio 1919) è stato un politico albanese, dal 1912 al 1914 Primo ministro del Governo provvisorio albanese.
Principale autore della dichiarazione d'indipendenza dell'Albania, ha avuto un ruolo importante nella rivolta albanese anti-ottomana del 1912. Fu anche primo ministro e ministro degli esteri d'Albania. Successivamente visse in esilio a Perugia, dove morì nel 1919. Viene spesso chiamato Ati i Kombit ("Padre della Nazione").

## Biografia
Nato nel palazzo della famiglia Vlora, a Canina (Valona) da Ismail Hakki Bej Vlora e Hedije Khanem Asllanpashali, Qemali ha sviluppato un precoce interesse per le lingue, imparando diverse lingue quali il turco-ottomano, il greco anico, il latino, l'italiano e il francese, negli studi al ginnasio "Zosimea" di Giannina, e successivamente ha studiato legge a Istanbul. Dopo aver fatto più volte carriera politica all'interno dell'Impero Ottomano, ha anche viaggiato in tutta Europa, in particolare in Belgio, Francia, Inghilterra e Italia, ed è tornato in Albania dopo la Rivoluzione dei Giovani Turchi.
Allo scoppio della prima guerra balcanica, poiché gli eserciti di Serbia, Grecia e Montenegro stavano invadendo la sua "Patria", decise di recarsi prima a Durazzo e poi a Valona, per autodichiarare l'indipendenza dell'Albania dall'Impero Ottomano il 28 novembre 1912 e venne anche eletto primo ministro il 29 novembre. L'autoproclamazione dell'indipendenza fu fatto da un movimento di 83 albanesi che temevano la spartizione del loro paese in seguito alla dissoluzione dell'Impero Ottomano. La loro autoproclamazione ebbe il riconoscimento alla Conferenza di Londra l'anno successivo, il 29 luglio del 1913, nonostante 2/3 del territorio albanese, come il Kosovo e la Ciamuria, vennero ceduto agli stati confinanti. Nello stesso anno fece visita alle comunità italo-albanesi, per rendere grazie dei servigi culturali dati per l'indipendenza del loro popolo.
Durante la prima guerra mondiale Ismail Qemali visse in esilio a Parigi. Nel 1918 si recò in Italia per cercare sostegno al proprio movimento in Albania, ma fu trattenuto contro la sua volontà dal governo italiano in un albergo di Perugia, dove morì all'età di 75 anni a causa di un infarto miocardico acuto, anche se si pensa a un probabile avvelenamento da parte di oppositori politici. Le sue spoglie furono poi riportate a Valona, e furono sepolte nella "Teqe Bektashiane" di Canina, per poi essere trasportate e risepolte nel centro di Valona durante il periodo comunista, dove oggi si trova il suo mausoleo.

## Riconoscimenti
Ad Ismail Qemali è intitolata l'Università della sua città natale, costituita nel 1994 sulle ceneri dell'Accademia Navale.